# Fizikalno naparjanje
Fizikalno naparjanje (znano tudi pod angleškim izrazom Physical vapor deposition, kratica PVD) je postopek nanašanja iz parne faze za izdelavo trdih prevlek in tankih filmov. Imenujemo ga tudi ionsko prekrivanje oz. platenje. PVD postopek poteka pri 450-500 °C, zato je primeren za prekrivaje rezalnih orodij iz hitroreznega jekla, ki vsebuje 5-10 % Co, orodnih jekel za delo v hladnem in za delo v vročem stanju ter karbidnih trdin K10 in P20 do P40. Titan izparevamo s pomočjo nizkonapetostnega električnega obloka iz žareče katode. Proces lahko opišemo kot visokovakuumsko reaktivno naparjanje ioniziranih kovinskih delcev s pomočjo plazme (z bombardiranjem substrata - orodja). Mikrostruktura TiN je drobnozrnata z velikostjo zrn pod 0,08 µm. Debelina prevleke znaša 2,5-5 µm.